# 蒙塔尔沃
蒙塔尔沃，是西班牙卡斯蒂利亚-拉曼恰昆卡省的一个市镇。总面积74平方公里，总人口748人（2001年），人口密度10人/平方公里。